# Varades
Varades (bretonsko Gwared) je naselje in občina v francoskem departmaju Loire-Atlantique regije Loire. Leta 2012 je naselje imelo 3.563 prebivalcev.

## Geografija
Kraj leži v pokrajini Bretaniji na meji z Anjoujem, 53 km severovzhodno od Nantesa.

## Uprava
Občina Varades skupaj s sosednjimi občinami Anetz, Ancenis, Belligné, Bonnœuvre, La Chapelle-Saint-Sauveur, Couffé, Le Fresne-sur-Loire, Maumusson, Mésanger, Montrelais, Oudon, Pannecé, Le Pin, Pouillé-les-Côteaux, La Roche-Blanche, La Rouxière, Saint-Géréon, Saint-Herblon, Saint-Mars-la-Jaille, Saint-Sulpice-des-Landes in Vritz sestavlja kanton Ancenis s sedežem v Ancenisu; slednji je tudi sedež okrožja Ancenis.

## Zanimivosti
- palača Château de la Madeleine,
- cerkev sv. Petra in Pavla,
- La Meilleraie, nekdanja ribiška vas,
- most na reki Loari, Pont de Varades.